# Brycinus rhodopleura
Brycinus rhodopleura és una espècie de peix de la família dels alèstids i de l'ordre dels caraciformes.

## Morfologia
- Els mascles poden assolir 30 cm de longitud total.[1][2]

## Alimentació
Menja principalment peixets i, en menor mesura, invertebrats i plantes.

## Hàbitat
És un peix d'aigua dolça i de clima tropical.

## Distribució geogràfica
Es troba a Àfrica: és una espècie de peix endèmica del llac Tanganyika.

## Estat de conservació
Les seues principals amenaces són la sobrepesca i la contaminació als deltes del rius i les zones litorals.